# Shinkansen Serie 700
Lo Shinkansen Serie 700 è un elettrotreno giapponese per linee veloci (Shinkansen), in servizio presso le compagnie ferroviarie JR West e JR Central.

## Storia
Gli elevati costi d'acquisto e di gestione della serie 500 resero necessario, per le compagnie JR West e JR Central, cercare un nuovo modello da immettere sulle due linee Tōkaidō e Sanyō Shinkansen. L'industria ferroviaria nipponica rispose con un rimodernamento della serie 300, in origine denominata serie N300 poi serie 700. Il frontale venne ridisegnato rispetto al predecessore, mentre dalla serie 500 venne preso il sistema di sospensioni. Le industrie coinvolte sono state Hitachi, Kawasaki Heavy Industries, Kinki Sharyo e Nippon Sharyo, che fra il 1997 e il 2006 hanno consegnato ben 91 convogli.
L'entrata in servizio della serie 700 risale al 1999, affiancando la serie 300 e la 500 sui servizi Nozomi, Hikari e Kodama su Tōkaidō e Sanyō Shinkansen, cioè sulla direttrice Tōkyō - Shin-Ōsaka - Hakata, con la composizione standard di 16 elementi. La JR West ha introdotto treni a 8 elementi per i nuovi servizi Hikari Rail Star limitati sulla Sanyō Shinkansen, cioè fra Shin-Ōsaka e Hakata. Tali treni si distinguono per la livrea color grigio antracite.
L'ultima corsa della serie 700 sulle linee JR Central prima del ritiro dal servizio era prevista per l'8 marzo 2020, tuttavia il suo annullamento, causato dalla diffusione dell'epidemia del COVID-19 in Giappone, ha anticipato di una settimana il suo ritiro effettivo, che è avvenuto il 1º marzo di quell'anno. Ad oggi rimangono operative, limitatamente alla Sanyō Shinkansen, soltanto 128 carrozze sulle 1328 totali.
La serie 700 è servita come base per la serie 800, la serie N700 e la serie 700T, quest'ultima per le ferrovie ad alta velocità di Taiwan.

## Tecnica

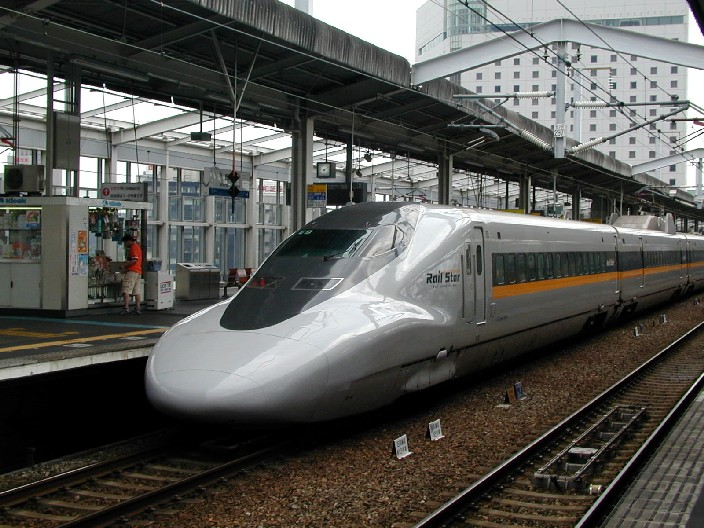
Shinkansen Serie 700 in livrea Hikari Rail Star.

La serie 700 deriva dalla precedente 300, dalla quale riprende la struttura e la forma della cassa in alluminio. Cambia il frontale, ora a forma di "becco d'anatra" studiato per ridurre al minimo la perdita di potenza dovuta alla resistenza aerodinamica.
I convogli sono per lo più composti da 16 elementi, tranne alcuni in servizio nella JR West che hanno 8 elementi. Solo il 75% delle carrozze sono motorizzate: 12 nelle composizioni da 16 carrozze e 6 in quelle da 8 carrozze. La potenza installata per motore è di 275 kW, per un totale di 13.2 MW per i convogli a 16 elementi e di 6.6 MW per quelli a 8. Ogni carrello ha due assi e due motori, con ruote da 860 mm e un passo di 2500 mm. La velocità massima sulla Sanyō Shinkansen è di 285 km/h, sensibilmente inferiore a quella della serie 500. Va comunque sottolineato che la Tōkaidō Shinkansen ammette come velocità massima i 270 km/h, di conseguenza le minori prestazioni della serie 700 non hanno reali ripercussioni sul servizio commerciale di questa linea.
Le carrozze, di forma quasi scatolare, sono lunghe 25000 mm, larghe 3380 mm e alte 3650 mm. Le carrozze di testa sono lunghe 27350 mm, a causa del muso aerodinamico. Mediamente ogni vettura pesa 40 tonnellate.
In ogni carrozza ordinaria siedono dalle 63 alle 100 persone per carrozza, a seconda dell'allestimento (presenza o meno di WC, distributori automatici, ecc...), mentre in Green car siedono dalle 64 alle 68 persone. La disposizione dei sedili è 3+2 nelle carrozze standard e 2+2 nelle Green car.